# Mario Runco
Mario Runco Jr. (Nova Iorque, 26 de janeiro de 1952) é um físico e astronauta norte-americano, especialista em física planetária e veterano de três missões espaciais a bordo do ônibus espacial.
Formado e com doutorado em Ciências, com mestrado em física da atmosfera, entrou para a Marinha dos Estados Unidos em 1978, onde trabalhou no Laboratório de Pesquisa Naval dos Estados Unidos como meteorologista pesquisador, servindo em outros departamentos ligados à esta área na marinha até juntar-se à NASA em 1987.
Selecionado para o curso de astronautas da agência espacial, formou-se em agosto de 1988 e foi qualificado como especialista de missão. Depois de três anos de trabalho em terra, foi ao espaço pela primeira vez em 24 de novembro de 1991, na missão STS-44 da nave Atlantis, uma missão militar com duração de seis dias. Pouco mais de um ano depois, serviu novamente na STS-54 da nave Endeavour, que colocou em órbita o Tracking and Data Relay Satellite. Durante esta missão Runco passou cinco horas em atividade extraveicular, testando os limites humanos à exposição ao vácuo, em antecipação à futura construção da Estação Espacial Internacional. Sua última missão espacial foi em maio de 1996, na STS-77 Endeavour, onde diversas experiências no campo da microgravidade e dois satélites foram colocados em órbita.